# Zach Ertz
Zachary Adam Ertz (ur. 10 listopada 1990 roku w Orange w stanie Kalifornia) – amerykański zawodnik futbolu amerykańskiego, grający na pozycji tight end. W rozgrywkach akademickich NCAA występował w drużynie Uniwersytetu Stanforda.
W roku 2013 przystąpił do draftu NFL. Został wybrany przez drużynę Philadelphia Eagles w drugiej rundzie (35. wybór). W drużynie z Pensylwanii występował do 2021 roku. Obecnie gra on w drużynie Washington Commanders